# Fehércsőrű bivalymadár
A fehércsőrű bivalymadár (Bubalornis albirostris) a madarak osztályának verébalakúak (Passeriformes) rendjébe és a szövőmadárfélék (Ploceidae) családjába tartozó faj.

## Rendszerezése
A fajt Louis Pierre Vieillot francia ornitológus írta le 1817-ben, a Coccothraustes nembe Coccothraustes albirostris néven.

## Előfordulása
Afrika középső részén, Benin, Bissau-Guinea, Burkina Faso, Csád, Dél-Szudán, Eritrea, Etiópia, Gambia, Ghána, Guinea, Kamerun, a Közép-afrikai Köztársaság, Mali, Mauritánia, Niger, Nigéria, Szenegál, Szudán, Szomália, Togo és Uganda területén honos.
Természetes élőhelyei a szubtrópusi vagy trópusi száraz cserjések és szavannák. Állandó, nem vonuló faj.

## Megjelenése
Testhossza 23 centiméter, testtömege 70 gramm.

## Életmódja
Elsősorban magvakkal, gyümölcsökkel és rovarokkal táplálkozik.

## Természetvédelmi helyzete
Az elterjedési területe rendkívül nagy, egyedszáma pedig stabil. A Természetvédelmi Világszövetség Vörös listáján nem fenyegetett fajként szerepel.